# برايي (باتاوة)
برايي (بالفارسية: برایی) هي قرية تقع في إيران في قسم باتاوة الريفي. يقدر عدد سكانها بـ 330 نسمة بحسب إحصاء 2016.